# Chambre nationale des commissaires de justice
En France, la Chambre nationale des commissaires de justice (CNCJ) est l'organisme hiérarchiquement supérieur de l'organisation professionnelle des commissaires de justice, profession créée par la loi du 6 août 2015 pour la croissance, l'activité et l'égalité des chances économiques (dite « loi Macron »). Institution ordinale, elle est notamment chargée de représenter la profession auprès des pouvoirs publics – et en particulier auprès du ministère de la justice, son ministère de tutelle – et d'organiser la formation initiale et l'accès à la profession.

## Création
La Chambre nationale des commissaires de justice a été installée le 1er janvier 2019. Elle remplace dans toutes leurs attributions la Chambre nationale des huissiers de justice et la Chambre nationale des commissaires-priseurs judiciaires. Son organisation est prévue par l'ordonnance du 2 juin 2016 relative au statut de commissaire de justice. L'instauration de la CNCJ précède la création de la profession de commissaire de justice, qui interviendra le 1er juillet 2022 ; pendant cette période de trois ans et demi, elle est chargée de mettre en œuvre de façon progressive la fusion des deux professions.

## Statut et organisation
La CNCJ obéit au principe du corporatisme en tant qu'établissement d'utilité publique soumis à la tutelle administrative du ministère de la Justice. Son organisation, pendant a période transitoire de 2019 à 2022, établie par un décret du 9 octobre 2018, s’articulait autour de deux sections professionnelles, celle des huissiers de justice et celle des commissaires-priseurs judiciaires, chacune composée de 35 délégués élus par leur profession respective et d'un bureau de section.
Le Bureau national élu par l'ensemble des délégués était composé paritairement d'huissiers de justice et de commissaires-priseurs judiciaires.
À partir du 1er juillet 2022, les sections professionnelles ont disparu, et la Chambre nationale est composée, au 1er juillet 2022, de 47 délégués, qui ont désigné un Bureau de 11 membres (3 anciens commissaires-priseurs judiciaires et 8 anciens huissiers de justice).
À compter du 1er janvier 2026, chaque Chambre régionale organisera les élections des délégués de la Chambre nationale : 1 délégué et son remplaçant par chambre régionale comptant jusqu'à 150 commissaires de justice, + un délégué et son remplaçant supplémentaires par tranche entamée de 150 commissaires de justice exerçant dans le ressort de la Chambre régionale. Ces délégués seront élus pour 6 ans.
Le Bureau national sera alors élu pour 3 ans et comptera 7 membres.

## Attributions
- La Chambre nationale représente les commissaires de justice auprès des pouvoirs publics, à l’échelle nationale ou locale;
- Elle mène des actions de prospective et de développement des activités des commissaires de justice
- Elle contracte les assurances professionnelles nécessaires et obligatoires pour garantir les sinistres pouvant être occasionnés par les commissaires de justice auprès des justiciables

- Elle Instaure un règlement déontologique national soumis à l’agrément du Garde des Sceaux,
- Elle organise l’inspection comptable des études
- Elle anime et planifie la formation continue des commissaires de justice; ainsi que de la formation des collaborateurs  - et participe à l’organisation de la formation initiale des futurs commissaires de justice
- Elle garantit la représentation des commissaires de justice français à l’étranger et auprès des organismes internationaux de représentation de la profession, à l’échelle internationale et européenne
- Elle est également chargée de la délivrance et du contrôle de la carte professionnelle de commissaire de justice[5].

## Présidence
Benoît Santoire est président du 1er juillet 2022 au 31 décembre 2025. Patrick Sannino l'a été du 1er janvier 2019 au 30 juin 2022.